# Courbe de transition de voie

La spirale rouge d'Euler est un exemple d'une courbe de servitude entre le bleu de la ligne droite et un arc de cercle, en vert.

Animation illustrant l'évolution d'une spirale de Cornu avec le cercle tangentiel de même rayon de courbure à son extrémité, également connu comme cercle osculateur (cliquez sur la vignette pour voir).

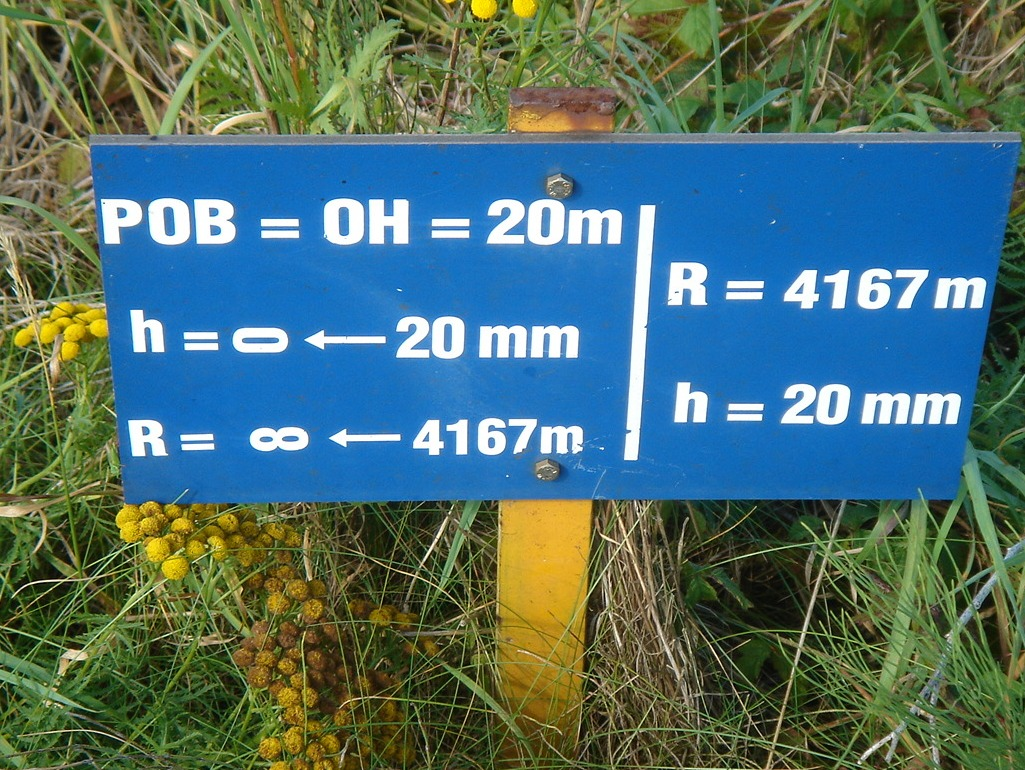
Ce signe à côté d'un chemin de fer (entre Gand et Bruges) indique le début de la transition de la courbe. Une courbe parabolique (« POB ») est utilisée.

Une piste de transition de courbe, ou spirale de servitude, est une courbe calculée mathématiquement sur une section de route ou de voie ferrée, dans lequel une section droite change pour une courbe. Il est conçu pour éviter les changements soudains d'accélération latérale (ou centripète) qu'induirait une forme oblongue de par sa non-dérivabilité. Dans le plan (vue de dessus), le début de la transition dans la partie horizontale de la courbe a un rayon infini, et à la fin de la transition, il a le même rayon que celui de la courbe elle-même c'est-à-dire celle d'une large spirale. Dans le même temps, dans le plan vertical, l'extérieur de la courbe est progressivement augmenté jusqu'à ce que le degré correct du dévers soit atteint.
Si une telle servitude n'est pas appliquée, l'accélération latérale d'un véhicule ferroviaire changerait brutalement en un point (point de tangence où la voie droite rencontre la courbe), avec des résultats indésirables. Avec un véhicule routier, le conducteur applique naturellement la direction de l'altération de manière progressive, la courbe étant conçu pour permettre ceci en utilisant le même principe.

## Historique
Sur les premiers chemins de fer, à cause des faibles vitesses et des courbes à grand rayon utilisées, les géomètres ont pu ignorer toute forme de servitude, mais au cours du XIXe siècle, à mesure que les vitesses augmentaient, le besoin d'une courbe devenait plus pressant. En 1862, l'ingénieur civil Rankine cite plusieurs de ces courbes, notamment une proposition en 1828 ou 1829 basée sur la « courbe des sinus » de William Gravatt (en) et la courbe d'ajustement de William Froude vers 1842 se rapprochant de la courbe élastique. L'équation réelle donnée par Rankine est celle d'une courbe cubique, qui est une courbe polynomiale de degré 3, également appelée parabole cubique.
Au Royaume-Uni, à partir de 1845, quand la législation et le coût des terrains ont commencé à limiter la pose des rails, des routes et des courbes plus serrées ont été nécessaires et ces principes ont commencé à être appliqués dans la pratique.
La «vraie spirale», dont la courbure est exactement linéaire en longueur, nécessite des mathématiques plus sophistiquées (en particulier, la capacité à intégrer son équation intrinsèque) pour calculer les propositions citées par Rankine. Plusieurs ingénieurs civils de la fin du XIXe siècle semblent avoir déduit l'équation de cette courbe de manière indépendante (tous ignorant la caractérisation originale de la courbe de Leonhard Euler en 1744). Charles Crandall attribue à Ellis Holbrook, dans la Railroad Gazette, le 3 décembre 1880, un crédit pour la première description précise de la courbe. Une autre publication récente est The Railway Transition Spiral d'Arthur N. Talbot, publiée à l'origine en 1890. Certains auteurs du début du XXe siècle appellent la courbe la « spirale de Glover » et l'attribuent à la publication de James Glover en 1900.
L'équivalence de la spirale de transition ferroviaire et de la clothoïde semble avoir été publiée pour la première fois en 1922 par Arthur Lovat Higgins. Depuis lors, « clothoïde » est le nom le plus courant compte tenu de la courbe, mais le nom correct (suivant les normes d'attribution académique) est la « spirale d'Euler ».

## Géométrie
Alors que la géométrie de la voie ferrée est intrinsèquement tridimensionnelle, les composants verticaux et horizontaux de la géométrie de la voie sont généralement traités séparément. Tout chemin de fer de la géométrie de la voie (en) est intrinsèquement en trois dimensions, pour des raisons pratiques, verticale et horizontale, les composants de la géométrie de la voie sont généralement traités séparément. L'ensemble du modèle de conception de la géométrie verticale est généralement une séquence d'inclinaison constante des segments verticaux reliés par des courbes de transition dans laquelle la classe varie linéairement avec la distance et dans laquelle l'altitude varie donc quadratiquement avec la distance. Ici, catégorie se rapporte à la tangente de l'angle de montée de la piste. Le modèle de conception horizontale de la géométrie est généralement une séquence de ligne droite (c'est-à-dire une tangente) et des segments de courbe (c'est-à-dire un arc de cercle) reliés par des courbes de transition. Le degré d'inclinaison d'une voie de chemin de fer est généralement exprimé comme la différence de hauteur des deux rails, souvent quantifiés et désignés comme le dévers. Une telle différence dans l'élévation des rails, est destiné à compenser l'accélération centripète nécessaire pour qu'un objet se déplace le long d'une courbe, de sorte que l'accélération latérale vécue par les passagers ou le fret sera réduite, ce qui améliore le confort des passagers et réduit le risque de déplacement de la charge (le mouvement du fret en cours de transport pouvant provoquer des accidents et des dommages).
Il est important de noter que la surélévation n’est pas la même chose que l’angle de roulis du rail, qui est utilisé pour décrire le « basculement » de chaque rail au lieu du redressement de la structure entière de la voie, comme le montre la différence d’élévation au sommet du rail. Quel que soit l'alignement horizontal et le dévers de la voie, les rails pris individuellement sont presque toujours conçus pour « rouler » et « basculer » du côté de la jauge (le côté où la roue est en contact avec le rail) afin de compenser les forces horizontales exercées par les roues dans des conditions de circulation normales.
Le changement de dévers à partir de zéro dans un segment tangent à la valeur sélectionnée pour le corps d'une courbe suivante survient pendant la durée de transition de la courbe qui relie la tangente et la courbe proprement dite. Sur la longueur de la transition, la courbure de la piste variera également, allant de zéro à l'extrémité aboutissant au segment tangent à la valeur de courbure du corps de la courbe, qui est numériquement égale à un sur le rayon du corps de la courbe.
La forme de courbe de transition la plus simple et la plus couramment utilisée est celle dans laquelle la surélévation et la courbure horizontale varient toutes deux linéairement avec la distance le long de la voie. Les coordonnées cartésiennes des points le long de cette spirale sont donnés par les intégrales de Fresnel. La forme obtenue correspond à une partie d'une spirale d'Euler, qui est aussi communément appelé une « clothoide », et parfois « spirale de Cornu ».
Une courbe de transition peut connecter un segment de piste à courbure constante non nulle à un autre segment à courbure constante égale à zéro ou différente de l'un des deux signes. Les courbes successives dans la même direction sont parfois appelées courbes progressives et les courbes successives dans des directions opposées sont appelées courbes inverses.
La spirale d’Euler fournit la transition la plus courte, dans le respect d’une limite donnée du taux de variation de surélévation de la voie (c’est-à-dire la torsion de la voie). Cependant, comme on le sait depuis longtemps, il présente des caractéristiques dynamiques indésirables en raison de la grande accélération (conceptuellement infinie) du roulis et du taux de changement de l'accélération centripète à chaque extrémité. En raison des capacités des ordinateurs, il est maintenant pratique d'employer des spirales qui ont une dynamique meilleure que celles de la spirale d'Euler.